# Musée national d'histoire et de culture de la région de Kashkadarya
 (août 2022).
Si vous disposez d'ouvrages ou d'articles de référence ou si vous connaissez des sites web de qualité traitant du thème abordé ici, merci de compléter l'article en donnant les références utiles à sa vérifiabilité et en les liant à la section « Notes et références ».
 (août 2022).
 (août 2022).
La mise en forme du texte ne suit pas les recommandations de Wikipédia : il faut le « wikifier ».
Les points d'amélioration suivants sont les cas les plus fréquents :
- Les titres sont pré-formatés par le logiciel. Ils ne sont ni en capitales, ni en gras.
- Le texte ne doit pas être écrit en capitales (les noms de famille non plus), ni en gras, ni en italique, ni en « petit »…
- Le gras n'est utilisé que pour surligner le titre de l'article dans l'introduction, une seule fois.
- L'italique est rarement utilisé : mots en langue étrangère, titres d'œuvres, noms de bateaux, etc.
- Les citations ne sont pas en italique mais en corps de texte normal. Elles sont entourées par des guillemets français : « et ».
- Les listes à puces sont à éviter, des paragraphes rédigés étant largement préférés. Les tableaux sont à réserver à la présentation de données structurées (résultats, etc.).
- Les appels de note de bas de page (petits chiffres en exposant, introduits par l'outil «  Source ») sont à placer entre la fin de phrase et le point final[comme ça].
- Les liens internes (vers d'autres articles de Wikipédia) sont à choisir avec parcimonie. Créez des liens vers des articles approfondissant le sujet. Les termes génériques sans rapport avec le sujet sont à éviter, ainsi que les répétitions de liens vers un même terme.
- Les liens externes sont à placer uniquement dans une section « Liens externes », à la fin de l'article. Ces liens sont à choisir avec parcimonie suivant les règles définies. Si un lien sert de source à l'article, son insertion dans le texte est à faire par les notes de bas de page.
- La présentation des références doit suivre les conventions bibliographiques. Il est recommandé d'utiliser les modèles {{Ouvrage}}, {{Chapitre}}, {{Article}}, {{Lien web}} et/ou {{Bibliographie}}. Le mode d'édition visuel peut mettre en forme automatiquement les références.
- Insérer une infobox (cadre d'informations à droite) n'est pas obligatoire pour parachever la mise en page.

Pour une aide détaillée, merci de consulter Aide:Wikification.
Si vous pensez que ces points ont été résolus, vous pouvez retirer ce bandeau et améliorer la mise en forme d'un autre article.

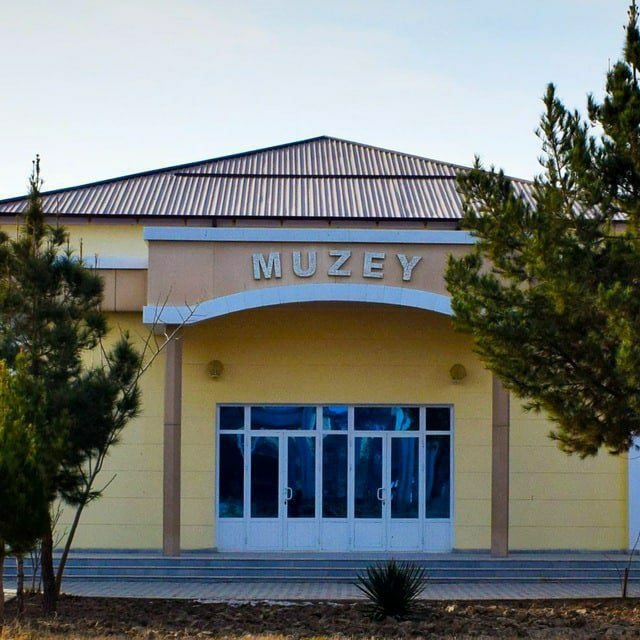
Vue extérieure du Musée national d'histoire et de culture de la région de Kashkadarya.

Le musée national d'histoire et de culture de la région de Kashkadarya est une institution culturelle et éducative qui stocke plus de 38 000 expositions liées à la vie culturelle de la province de Kachkadaria, à l'histoire unique et à la vie culturelle de la région.

## Historique

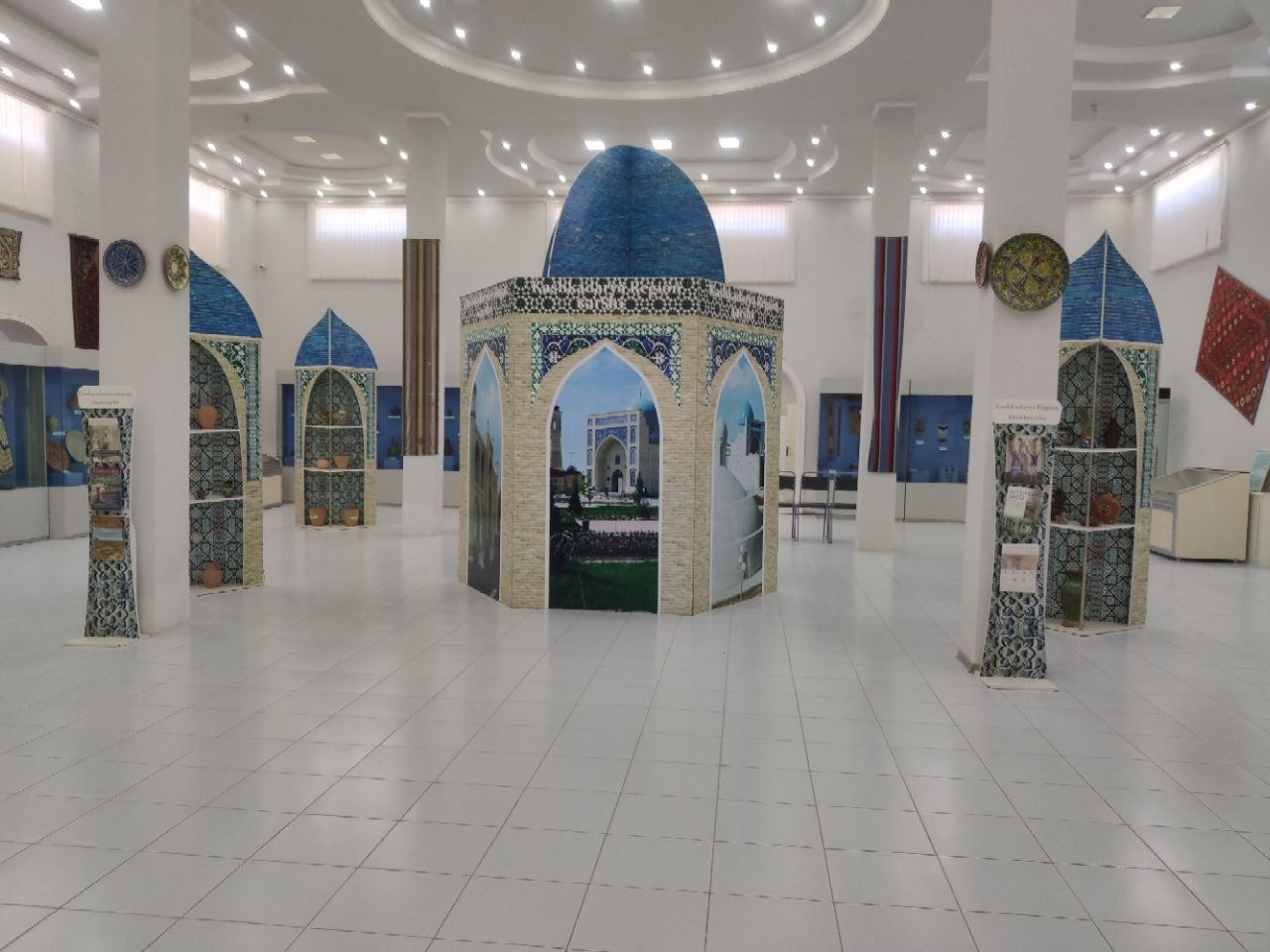
Vue intérieure du Musée national d'histoire et de culture de la région de Kashkadarya.

Le Musée national d'histoire et de culture de la région de Kashkadarya a fonctionné de 1975 à 2007 dans la médersa Khoja Abdulaziz, construite en 1909. Dans la période initiale, il y avait 3 départements : "Période pré-révolutionnaire", "Période post-révolutionnaire" et "Départements de l'environnement". En 1992, les rubriques "Avant la révolution" et "Après la révolution" sont transformées en rubrique "Histoire". Depuis cette année, le Département des arts populaires et appliqués a été créé dans la forteresse "Glory" à Karshi, et en 1995 le Département du travail et de la gloire. Cette section est enregistrée depuis 2003 sous le nom de section "Mémoire et valeur". Sur la base du décret du Cabinet des ministres de la République d'Ouzbékistan n ° 452 du 24 septembre 2004 sur la préparation et la tenue du 2700e anniversaire de la ville de Karshi, le musée d'histoire locale de la région de Kashkadarya fonctionne. La médersa a également été incluse dans le programme de reconstruction et des rénovations ont été effectuées. Toutes les expositions du musée ont été placées dans le bâtiment à côté de la médersa, c'est-à-dire dans le fonds. En mars 2005, une exposition, c'est-à-dire une exposition de musée, a été organisée dans le foyer du théâtre musical et dramatique régional du nom de M. Toshmukhammedov. En mars-juillet 2005, lors de la restauration de la mosquée Odina dans la ville de Karshi, plus de 50 artefacts anciens, des découvertes archéologiques, diverses tuiles, des motifs, une porte en bois de mûrier datant du XIVe siècle ont été découverts - issus de la recherche. Le 23 février 2007, le musée a poursuivi ses activités dans un nouveau bâtiment situé sur le territoire du Parc de la Culture et des Loisirs A. Navoi. L'exposition consacrée au 2700e anniversaire de la ville de Karshi a été préparée conjointement avec la Fondation internationale de soutien à la culture ouzbèke-grecque.

## Les collections
Aujourd'hui le musée compte 3 départements : « Histoire », « Arts populaires et appliqués » et « Enseignement scientifique ». Le fonds du musée contient plus de 38 000 images en couleur, graphiques, sculptures, numismatiques, archéologie, art populaire, photographies, documents, articles ménagers et ethnographie. En 2004, sur la base des manuscrits collectés au Musée national d'histoire et de culture de la région de Kashkadarya, le Catalogue des manuscrits orientaux du Musée des traditions locales de la région de Kashkadarya a été publié à Rome, rédigé en français. Dans le catalogue, les auteurs ont décrit plus de cinquante manuscrits liés à l'histoire et à la culture du pays, ainsi que des questions importantes d'importance scientifique et éducative.
En outre, le fonds du musée contient plus d'une centaine de peintures uniques de l'artiste polonais Apelbaum. Les peintures sont réalisées à l'aquarelle et à l'aquarelle, il existe des exemples d'oeuvres créées par l'artiste en 1947-1957. Au cours de ces périodes, l'artiste a représenté les monuments architecturaux de Kashkadarya et de l'oasis de Shakhrisabz, leurs éléments, leurs formes décoratives, des échantillons de son travail, des articles ménagers dans ses peintures sous forme d'art.
La collection d'objets d'art populaire : bijoux féminins "mangleidosi" (fin XIXe siècle) en argent et agate en forme de chaînes. Théière en cuivre (fin XIXe siècle) réalisée par gravure kandakori. Bague de poignet bijoux Karakalpak (XIXe siècle) avec neuf pièces d'agate chacune, en argent et agate en fonte et en gradins. Les bagues en argent et les bagues pour femmes datent de la fin du XIXe siècle et du début du XXe siècle. Icône : le prophète Jésus (Jésus-Christ) (XVIIIe siècle) appartient à la région de Primorsky en Russie. Les théières en cuivre fabriquées à Kokan et à Boukhara (XIXe siècle) étaient fabriquées à partir de cuivre selon la méthode kandakori. Les bols en cuivre et les bols fabriqués à Boukhara (XIXe siècle) ont été fabriqués par ciselage et moulage du cuivre. La porte d'entrée de la tombe de Khoja Ubaydullah Jarrokh à Karshi (XVIIIe siècle) et la chaîne (début XXe siècle) sont en cuivre, par moulage, gravure. Les écoles de poterie se sont développées dans la région de Kashkadarya depuis l'Antiquité. Le musée présente également des échantillons de céramiques réalisées par les maîtres de l'école de poterie de Kitab dans les années 1950 et 1960. Shorts et robes pour femmes en soie faites à la main, adrasa, olachi (fin XIXe siècle, début XXe siècle). Les chapeaux, sacs à main pour hommes et femmes, leurs tanvors (ébauches), tanvors de chaussures, cousus à la main dans le style irakien dans les régions de Shakhrisabz et Kitab de Kashkadarya appartiennent aux années 1920-1970. Le département numismatique du musée possède des pièces d'argent, de cuivre, de papier-monnaie et des médailles. Les pièces de monnaie en cuivre couvraient la période allant du VIe siècle au XVe siècle. L'un d'eux est une pièce de monnaie en cuivre rare du VIe siècle. Le souverain de la ville de Nasaf est représenté sur une pièce de cuivre, ce qui nous donne des informations sur la structure de l'administration de l'État et le souverain du VIe siècle.